# Daisuke Hideshima
Daisuke Hideshima –en japonés, 秀島 大介, Hideshima Daisuke– (7 de diciembre de 1970) es un deportista japonés que compitió en judo. Ganó dos medallas en el Campeonato Mundial de Judo en los años 1993 y 1995.

## Palmarés internacional
| Campeonato Mundial | Campeonato Mundial | Campeonato Mundial | Campeonato Mundial |
| Año                | Lugar              | Medalla            | Categoría          |
| ------------------ | ------------------ | ------------------ | ------------------ |
| 1993               | Hamilton (Canadá)  | Medalla de bronce  | –71 kg             |
| 1995               | Chiba (Japón)      | Medalla de oro     | –71 kg             |